# (3880) Kaiserman
(3880) Kaiserman es un asteroide perteneciente al cinturón interior de asteroides descubierto por Eugene Merle Shoemaker y Carolyn Jean S. Shoemaker el 21 de noviembre de 1984 desde el observatorio del Monte Palomar, Estados Unidos.

## Designación y nombre
Kaiserman se designó inicialmente como 1984 WK.
Posteriormente, en 1989, fue nombrado en honor del ingeniero aeronáutico estadounidense Michael Kaiserman.

## Características orbitales
Kaiserman está situado a una distancia media de 1,946 ua del Sol, pudiendo acercarse hasta 1,786 ua y alejarse hasta 2,107 ua. Su inclinación orbital es 17,57 grados y la excentricidad 0,0826. Emplea en completar una órbita alrededor del Sol 991,9 días.
Kaiserman forma parte del grupo asteroidal de Hungaria.

## Características físicas
La magnitud absoluta de Kaiserman es 13,7 y el periodo de rotación de 5,27 horas.